# Galactic Conquest
Galactic Conquest é o segundo álbum de estúdio da banda Eleventyseven, lançado a 4 de Setembro de 2007.
O disco atingiu o nº 40 da Top Christian Albums. O single "Love In Your Arms" alcançou o nº 6 do ChristianRock.Net. O segundo single "It's Beautiful" alcançou o nº 13 da revista R&R.

## Faixas
1. "Initiation Sequence" - 0:11
2. "Love in Your Arms" (Langston) - 2:53
3. "Happiness" (Eskelin, Langston, McKelvey) - 2:57
4. "Fight to Save Your Life" (Langston) - 3:13
5. "How It Feels (To Be with You)" (Eskelin, Langston) - 2:59
6. "It's Beautiful" (Eskelin, Langston) - 2:50
7. "Retail Value" (Langston) - 4:22
8. "Feel OK" (Langston) - 2:54
9. "12 Step Programs" (Langston) - 3:14
10. "Conan" (Langston) - 2:35
11. "Galaxies Collide" (Eskelin, Langston) - 3:06
12. "Program Terminated" - 3:18

## Créditos
- Matt Langston - Vocal, guitarra
- Caleb Satterfield - Baixo, vocal de apoio
- Jonathan Stephens - Bateria, vocal de apoio